# Ljuban
Ljuban (russisk: Любань) er en by i den europæiske del af Rusland.
Ljuban ligger ca. 85 kilometer sydøst for Sankt Petersborg ved floden Tigoda, der er en biflod til floden Volkhov. Byen har et indbyggertal på 4.321 (2024) indbyggere og ligger i Leningrad oblast.